# Avviso di chiamata
L'avviso di chiamata è un servizio opzionale, che informa un utente telefonico, normalmente già impegnato in una chiamata, della presenza di una nuova chiamata entrante, tramite un avviso acustico.
L'avviso è costituito da un semplice messaggio acustico nelle linee tradizionali. Nelle linee ISDN, invece, il servizio avvisa l'utente dell'arrivo di una nuova chiamata quando entrambi i canali sono impegnati. Normalmente, cioè in assenza di tale servizio opzionale, una chiamata è presentata all'utente solo se questi ha almeno un canale libero per poterla gestire. In questo caso il telefono squilla come di consueto e si può decidere se rispondere o meno. Se entrambi i canali sono occupati e il servizio non è stato attivato, chi chiama riceverà immediatamente il classico tono di "occupato" e il chiamato non verrà avvisato della chiamata se non eventualmente in seguito, per mezzo di altri servizi opzionali a pagamento.
Nel caso in cui il servizio risulti attivo, e sia disponibile, per poter rispondere alla nuova chiamata entrante, occorre liberare un canale, tipicamente mettendo in attesa una chiamata in corso (funzione hold - trattieni - sequenza di tasti R 2). Per respingere la singola chiamata entrante utilizzare la sequenza di tasti R 1. Essendo entrambi i canali impegnati, non ci sono limiti o restrizioni su quale dei due canali possa essere usato per accettare la chiamata entrante.
Normalmente il servizio, una volta sottoscritto, può essere in ogni momento attivato, disattivato e verificato se è attivo o disattivo:
| codice | funzione       |
| ------ | -------------- |
| *43#   | attivazione    |
| #43#   | disattivazione |
| *#43#  | verifica       |